# Amblyeleotris rubrimarginata
Amblyeleotris rubrimarginata är en fiskart som beskrevs av Mohlmann och Randall 2002. Amblyeleotris rubrimarginata ingår i släktet Amblyeleotris och familjen smörbultsfiskar. Inga underarter finns listade i Catalogue of Life.